# Hoofdklasse (zaalkorfbal) 2019/20
De Hoofdklasse (zaalkorfbal) 2019/20 is de 15e editie van de Hoofdklasse Zaalkorfbal.
De Hoofdklasse Zaalkorfbal is de op een na hoogste zaalkorfbalcompetitie van het Nederlandse zaalkorfbal.
De competitie is opgedeeld in 2 Hoofdklassen, A en B. In elke Hoofdklasse spelen acht teams die elk tegen elkaar uit en thuis spelen. De kampioen van de Hoofdklasse A speelt in de Hoofdklasse Finale tegen de kampioen van de Hoofdklasse B en de winnaar van dit duel promoveert naar de Korfbal League. De verliezend hoofdklasse finalist speelt play-down tegen de nummer 9 van de Korfbal League om alsnog te promoveren.

## Seizoen

### Hoofdklasse A (HKA)
|  | # | team                    | gs | gw | gl | vl | pt |
|  | - | ----------------------- | -- | -- | -- | -- | -- |
|  | 1 | KCC/So Natural          | 14 | 12 | 1  | 1  | 25 |
|  | 2 | Nieuwerkerk             | 14 | 11 | 0  | 3  | 22 |
|  | 3 | TOP (A)                 | 14 | 8  | 3  | 3  | 19 |
|  | 4 | HKC                     | 14 | 7  | 1  | 6  | 15 |
|  | 5 | Fiks                    | 14 | 6  | 0  | 8  | 12 |
|  | 6 | AW.DTV                  | 14 | 5  | 2  | 7  | 12 |
|  | 7 | Avanti/Post Makelaardij | 14 | 3  | 1  | 10 | 7  |
|  | 8 | ROHDA                   | 14 | 0  | 0  | 14 | 0  |

### Hoofdklasse B (HKB)
|  | # | team             | gs | gw | gl | vl | pt |
|  | - | ---------------- | -- | -- | -- | -- | -- |
|  | 1 | Dalto/Klaverblad | 14 | 13 | 0  | 1  | 26 |
|  | 2 | Oost-Arnhem      | 14 | 10 | 0  | 4  | 20 |
|  | 3 | KV Wageningen    | 14 | 7  | 0  | 6  | 16 |
|  | 4 | DSC              | 14 | 7  | 0  | 7  | 14 |
|  | 5 | DeetosSnel       | 14 | 7  | 0  | 7  | 14 |
|  | 6 | Sparta           | 14 | 5  | 0  | 9  | 10 |
|  | 7 | ODIK             | 14 | 3  | 0  | 11 | 6  |
|  | 8 | SCO              | 14 | 3  | 0  | 11 | 6  |

## Afwikkeling van het seizoen
Op 21 april 2020 heeft het KNKV besloten dat het zaalseizoen 2019-2020 niet worden uitgespeeld vanwege de COVID-19 maatregelen, waardoor sporten in wedstrijdverband en voor volwassen niet is toegestaan. 
Voor de afwikkeling van dit seizoen geldt dit:
- er worden geen play-offs, play-down, of finale gespeeld
- in dit seizoen promoveren de nummer 1 van Poule A en de nummer 1 van Poule B direct naar de Korfbal League
- in Poule B degraderen de onderste 2 teams, maar uit Poule A degradeert enkel het laatste team. Normaal gesproken degraderen uit beide Poules de onderste 2 teams, maar aangezien uit de Korfbal League slechts 1 team degradeert en 2 teams promoveren, is er een oneven aantal teams. Op basis van de ranglijst blijft hierdoor Avanti in de Hoofdklasse.
- Omdat de Korfbal League uit zou komen op 11 teams, werd besloten dat er via loting een 12e team zou deelnemen aan de Korfbal League. De loting ging tussen Oost-Arnhem en Nieuwerkerk. Oost-Arnhem won de loting en pakte zo het 12e deelnemersticket voor de Korfbal League

## Conclusies van het Seizoen
Uit de Hoofdklasse A degradeert ROHDA naar de Overgangsklasse
Uit de Hoofdklasse B degraderen SCO naar de Overgangsklasse
Uit de Hoofdklasse A promoveert KCC naar de Korfbal League
Uit de Hoofdklasse B promoveert Dalto naar de Korfbal League
Uit de Korfbal League degradeert Tempo naar de Hoofdklasse
Via loting promoveerde ook Oost-Arnhem naar de Korfbal League